# Klîșkî, Șostka
Klîșkî (în ucraineană Клишки) este localitatea de reședință a comunei Klîșkî din raionul Șostka, regiunea Sumî, Ucraina.

## Demografie
Componența lingvistică a localității Klîșkî
     Ucraineană (95,32%)
     Rusă (4,55%)
     Alte limbi (0,08%)
Conform recensământului din 2001, majoritatea populației localității Klîșkî era vorbitoare de ucraineană (95,32%), existând în minoritate și vorbitori de rusă (4,55%).